# Josefína
Ženské jméno Josefína je ženská obdoba mužského jména Josef, jenž v židovské tradici označuje jednoho z patriarchů izraelského národa (konkrétně kmene Josef), syna Jákobova. Další obdobou jména je Josefa.

## Domácké podoby
Josefínka, Jožka, Joska, Sefina, Sepi, Finetta, Sefi, Finn, Jo, Pepinka, Josefka, Pepina, Pepi, Fína, Josi, Josína, Joži, Jožínka, Josinka, Pepinda

## Josefína v jiných jazycích
- anglicky Josephine, zkráceně: Joey, Jo, Josie, Joss
- italsky: Giuseppina
- francouzsky: Joséphine
- německy, Josefine
- polsky: Józefina
- rusky: Иосефина, Иозефина, Жозефина (v překladech)
- slovensky: Jozefína
- španělsky: Josefina

## Jmeniny
- v českém kalendáři: 19. března
- v slovenském kalendáři: 6. srpen
- v římskokatolickém církevním kalendáři: 19. března (Josef, Ježíšův pěstoun), 23. června (Josef Cafasso), 1. května (Josef dělník), 18. září (Josef Kupertinský)

## Slavné Josefíny

### Šlechtičny
- Joséphine Bonaparte (1763–1814) – francouzská císařovna, první manželka Napoleona Bonaparta
- Josefína Bádenská (1813–1900) – kněžna z Hohenzollern-Sigmaringenu
- Josefína Karolína Belgická (1972–1958) – belgická a hohenzollernská princezna
- Josefína Šarlota Belgická (1927–2005) – lucemburská velkovévodkyně
- Josefína Dánská (* 2011) – dánská princezna, hraběnka z Monpezat
- Josefína z Fürstenbergu-Weitry (1776–1848) – kněžna z Lichtenštejna
- Josefína Lotrinská (1753–1797) – princezna lotrinská a sňatkem také princezna z Carignan
- Josefa Podstatzká-Lichtensteinová (1905–2000) – českorakouská hraběnka, restituentka zámku ve Velkém Meziříčí
- Josefína Fernanda Španělská (1827–1910), španělská infantka

### České nositelky
- Josefína Čermáková (1846–1895) – česká herečka, švagrová Antonína Dvořáka a první manželka Václava Roberta z Kounic
- Josefína Dušková – česká zpěvačka
- Josefa Faimonová (1911–1943) – česká komunistická politička
- Josefa Humpalová-Zemanová (1870–1906) – česká feministka, novinářka, publicistka a redaktorka
- Josefína Kablíková (1787–1863) – česká botanička
- Josefína Kounicová (1881–1861) – česká mecenáška, druhá manželka Václava Roberta z Kounic
- Josefa Náprstková (1838–1907) – muzeoložka a etnografka, manželka Vojtěcha Náprstka
- Josefa Pedálová (1780–1831) – česká řeholnice a spisovatelka
- Josefína Šaršeová (1901–1982) – česká tanečnice a choreografka

- Josefína Špačková-Černochová (1840–1902) – česká novinářka, vydavatelka a feministka

### Zahraniční nositelky
- Josephine Bakerová (1906–1975) – francouzsko-americká herečka, zpěvačka a tanečnice
- Josephine Butlerová (1828–1906) – britská feministka
- Josephine Grundsethová (1841–1918) – norská fotografka
- Josephine Skriverová (* 1993) – dánská modelka

### Fiktivní Josefíny
- Josephine Anwhistle – postava v knižní sérii Řada nešťastných příhod Lemonyho Snicketa
- Josephine „Jo“  Marchová – hlavní postava románu Malé ženy americké autorky Louisy May Alcott
- Josefina Mutzenbacherová – rakouská literární postava